# Barbierbeek
De Barbierbeek is een beek die ontstaat in Temse en bij Kruibeke uitmondt in de Schelde, via de Kruibeekse kreek (deel van de Polders van Kruibeke). Zij loopt in hoofdzaak dwars op de helling van de cuesta van het Waasland, en heeft daarbij een voor de streek diepe vallei uitgegraven in de oostelijke flank daarvan, die gevormd werd bij de doorbraak van Hoboken.
Terwijl de Vrasenebeek de voet van de cuesta van het Waasland ontwatert, is de Barbierbeek de enige afwatering van het hogere deel ervan, en als dusdanig overstromingsgevoelig, en vandaar ook een belangrijk aandachtspunt bij de aanleg van de potpolder in Kruibeke. Hydrografisch bekeken is de Barbierbeek een subsequente rivier en een zijrivier van de consequente Schelde.

## Loop
De Barbierbeek ontspringt in Temse, nabij de grens met Waasmunster en Sint-Niklaas, en stroomt in oostelijke richting. Ter hoogte van de afrit Sint-Niklaas-Centrum van de E17 vormt het de grens tussen Temse en Sint-Niklaas, net zoals bij een stuk ten zuiden van recreatiedomein De Ster. Verder vormt ook nog de grens tussen de gemeenten Beveren en Kruibeke, en tussen de deelgemeenten Kruibeke en Bazel. De beek mondt uit in de Kruibeekse Kreek, die in verbinding staat met de Schelde.

## Bolle akkers
In Bazel is het landschap rond de Barbierbeek beschermd omwille van zijn oude bolle akkers. Met deze wijze van akkers aanleggen bereikte men twee doelen. Ten eerste werden rond de akkers grachten gegraven om de in het Waasland van nature slechte afwatering te verbeteren, waardoor optimaal van de nabijheid van de Barbierbeekvallei kon geprofiteerd worden. Door bij het ploegen de grond steeds naar het midden van de akker toe om te werpen, kwam de akker bol te staan zodat het water beter naar de grachten liep. Ten tweede bereikte men bij het graven van die grachten een leemlaag, en door de uitgegraven leem te mengen met de toplaag van zand, werd de vruchtbaarheid van de grond verhoogd.

## Wandelroute
De voor rolstoelgebruikers toegankelijk gemaakte wandelroute van "De drie beken" voert door dit gebied, met toegang vanuit onder andere de Beekstraat te Kruibeke.
Kanalen: Moervaart · Stekense Vaart

Grachten: Ringgracht

Beken: Armentruienbeek · Barbierbeek · Belselebeek · Fondatiebeek · Grote Beek · Klapperbeek · Molenbeek · Ransbeek · Uilebeek